# Ramón Martori
Ramón Martori Bassets (Barcelona, 11 de marzo de 1893-ib., 18 de enero de 1971) fue un actor español de teatro y cine, que participó en una cuarentena de películas entre las décadas de 1940 y 1950.

## Biografía
Desde su juventud actúa en diversos grupos de teatro de aficionados, principalmente el del Centro Nacionalista Republicano. Su debut profesional tiene lugar con la compañía del Sindicat d'Autors Dramàtics Catalans. Unos años más tarde se traslada a Madrid para trabajar en la compañía de Gregorio Martínez Sierra, obteniendo un gran éxito con las representaciones de "El pavo real".
En 1932 se inicia en el campo del doblaje, convirtiéndose en uno de los profesionales más importantes del medio. En esta actividad (que le popularizó doblando entre otros a Louis Calhern, Charles Laughton, Lewis Stone o Finlay Currie) permanecerá en activo hasta mediados de los años 60, y gracias a ella en 1942 accede a la interpretación cinematográfica propiamente dicha. Por fortuna, en esta faceta destacó no solo por su característica voz, sino también por conferir una gran humanidad en sus actuaciones.

## Filmografía completa
- Goyescas (1942)
- Los ladrones somos gente honrada (1942)
- Huella de luz (1943)
- Antes de entrar, dejen salir (1943)
- El 13-13 (1943)
- Ídolos (1943)
- El clavo (1944)
- El hombre que las enamora (1944)
- Inés de Castro (1944)
- Noche decisiva (1944)
- Yo no me caso (1944)
- El misterioso viajero del Clipper (1945)
- Eres un caso (1945)
- Se le fue el novio (1945)
- Su última noche (1945)
- Audiencia pública (1946)
- Cuando llegue la noche (1946)
- La mentira de la gloria (1946)
- Senda ignorada (1946)
- La sirena negra (1947)
- Leyenda de Navidad (1947)
- Mariona Rebull (1947)
- Alma baturra (1948)
- La Revoltosa (1949)
- Llegada de noche (1949)
- Paz (1949)
- Yo no soy la Mata-Hari (1949)
- El final de una leyenda (1950)
- La honradez de la cerradura (1950)
- La mujer, el torero y el toro (1950)
- Pequeñeces... (1950)
- Catalina de Inglaterra (1951)
- Cielo negro (1951)
- Correo del Rey (1951)
- El gran Galeoto (1951)
- Misión extravagante (1954)
- Cañas y barro (1954)
- El Padre Pitillo (1954)
- Contrabando (1955)
- Lo que nunca muere (1955)
- Pleito de sangre (1955)
- Sin la sonrisa de Dios (1955)
- Zalacaín el aventurero (1955)
- La herida luminosa (1956)
- Un tesoro en el cielo (1957)